# بطولة أمم أوروبا للسيدات 1991
أقيمت بطولة أمم أوروبا لكرة القدم للسيدات 1991 في الدنمارك وقد حقق لقبها منتخب ألمانيا للمرة الثانية في تاريخه.

## نصف النهائي
| النرويج | 0–0 (و.إ.) (8–7 ر.ت.) | الدنمارك |
| ------- | --------------------- | -------- |
|         | (تقرير)               |          |

| ألمانيا | 3–0     | إيطاليا |
| ------- | ------- | ------- |
|         | (تقرير) |         |

## تحديد المركز الثالث
| الدنمارك | 2–1     | إيطاليا |
| -------- | ------- | ------- |
|          | (تقرير) |         |

## النهائي
| ألمانيا                       | 3–1 (و.إ.) | النرويج     |
| ----------------------------- | ---------- | ----------- |
| هايدي مور 62', 94' · Neid 96' | (تقرير)    | Hegstad 54' |

## البطل
| بطل يورو 1991 للسيدات     |
| ------------------------- |
| · ألمانيا · للمرة الثانية |

## روابط إضافية
- Results at UEFA.com